# Chiba Sonoko
Chiba Sonoko (千葉 園子, sinh ngày 15 tháng 6 năm 1993) là một cầu thủ bóng đá nữ người Nhật Bản.

## Đội tuyển bóng đá nữ quốc gia Nhật Bản
Chiba Sonoko thi đấu cho đội tuyển bóng đá nữ quốc gia Nhật Bản từ năm 2016 đến 2017.

## Thống kê sự nghiệp
| Nhật Bản  | Nhật Bản | Nhật Bản |
| Năm       | Trận     | Bàn      |
| --------- | -------- | -------- |
| 2016      | 3        | 0        |
| 2017      | 2        | 0        |
| Tổng cộng | 5        | 0        |